# Gilet
Gilet település Spanyolországban, Valencia tartományban. Gilet Albalat dels Tarongers, Petrés és Sagunt községekkel határos. Lakosainak száma 3887 fő (2024).

## Népesség
A település népessége az utóbbi években az alábbiak szerint változott:
| Lakosok száma | 1550 | 2118 | 2561 | 2983 | 3328 | 3327 | 3308 | 3324 | 3601 | 3887 |
|               | 2001 | 2004 | 2007 | 2009 | 2012 | 2014 | 2017 | 2019 | 2022 | 2024 |